# 몽골 축구 연맹

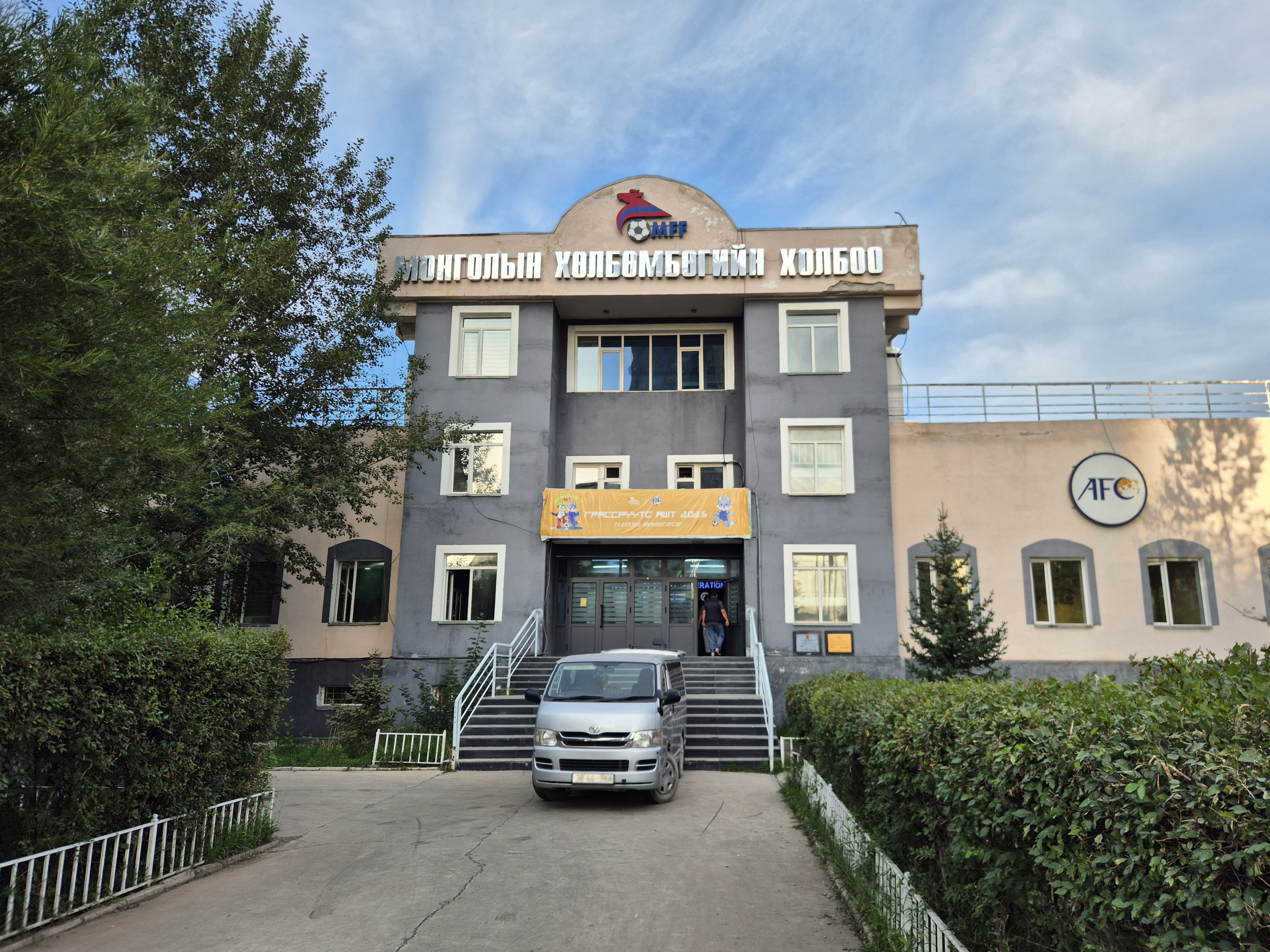
몽골 축구 연맹

몽골 축구 연맹(몽골어: Монголын Хөлбөмбөгийн Холбоо), 영어: Mongolian Football Federation)은 몽골의 축구 협회이다. 국제축구연맹(FIFA)과 아시아 축구 연맹(AFC)에 가입되어 있다. 몽골 프리미어리그, 몽골 축구 국가대표팀 등을 관리한다.

## 같이 보기
- 아시아 축구 연맹
- 동아시아 축구 연맹
- 몽골 축구 국가대표팀
- 몽골 여자 축구 국가대표팀
- 몽골 프리미어리그